# フィン (アルバム)
『フィン』は、大久保海太通算4枚目のアルバム。2005年6月8日発売。発売元は247 MUSIC（LIFE SIZEレーベル）。

## 解説
大久保自身の、28歳の誕生日2日後にリリースされたアルバムで、ソロ名義では2001年の『ROCK MARINE』（2001.6.27）以来、4年ぶりとなる。CD帯のコピーは、「メジャー感溢れるメロディーの真ん中を貫く歌と声。」。スタッフ・クレジットはCDトレイ下に記載されている。
アルバム名については、「最後の」を意味する "Fin" と、本人が「大好き」だという海で使用する潜水用の足ひれの "フィン" の二つの意味を持つ。「最後の」という意味を持たせた理由については、「これが最後の作品になっても、この作品だったらいい」と思えるような作品にする、という自分への発破であるとインタビューで語っている。
なお、発売元である「247 MUSIC」が東京の他に沖縄を拠点としていた縁もあり、本アルバムリリース前後には沖縄でもインストア・イベントを行ったほか、翌7月には下北沢CLUB 251で恒例の「海の日ワンマンライブ "イン フィン"」を開催した。
一部の楽曲（M-2・6・7・8）で、"OKBQT VERY LIFE" "ELEC" とふたつのバンドを共にした中村優規がドラマーとして参加している。

## 収録曲
1. 飛行場　　（4:37）
  - 作詞・作曲: 大久保海太
2. チルドレンズ　　（4:07）
  - 作詞・作曲: 大久保海太
3. 唄として　　（5:15）
  - 作詞・作曲: 大久保海太

楽曲制作当時の年齢「27年」から歌詞が始まるナンバー。
ミュージック・ビデオがインターネット上で公開された。
4. 旅の夢　　（3:48）
  - 作詞・作曲: 大久保海太
5. プラマイゼロ　　（4:36）
  - 作詞・作曲: 大久保海太
6. バイシクル　　（3:35）
  - 作詞・作曲: 大久保海太
7. Smile Smile Smile　　（4:36）
  - 作詞・作曲: 大久保海太
8. OIL　　（6:57）
  - 作詞・作曲: 大久保海太
9. ラヴァー　　（7:01）
  - 作詞・作曲: 大久保海太
10. 天国まで　　（5:30）
  - 作詞・作曲: 大久保海太

※編曲者の表記はなし。

## 関連作品
- DIVE (OKBQT VERY LIFEの曲)
- HEAVY TRAFFIC